# Braden Holtby
Braden Holtby (né le 16 septembre 1989 à Lloydminster au Canada) est un joueur professionnel canadien de hockey sur glace. Il évolue au poste de gardien de but. Il est actuellement agent libre sans restriction.

## Biographie

### Jeunesse
Braden Holtby naît le 16 septembre 1989 à Lloydminster, en Saskatchewan de Tami et Greig Holtby.

### Carrière junior
Holtby joue trois saisons complètes avec les Blades de Saskatoon de la Ligue de hockey de l'Ouest de 2006 à 2009. 

### Carrière professionnelle
En 2008, il participe au repêchage d'entrée dans la Ligue nationale de hockey, et est choisi en tant que 93e joueur par les Capitals de Washington. 
Il joue une partie de la saison 2009-2010, avec les Bears de Hershey de la Ligue américaine de hockey, et une partie avec les Stingrays de la Caroline du Sud de l'ECHL. La saison suivante, il joue 30 matchs pour Hershey et fait ses débuts dans la Ligue nationale de hockey avec Washington. 
À partir de la saison 2012-2013, Holtby devient un des joueurs cadres de Washington et ne joue plus que pour les Capitals. Le 24 juillet 2015, il évite l'arbitrage avec les Capitals de Washington et signe un contrat pour cinq saisons et un salaire annuel de 6,1 millions de dollars.
En 2016, il remporte le trophée Vézina, remis au meilleur gardien de but de la LNH, après avoir connu une saison de 48 victoires contre 9 défaites et 7 défaites en prolongation, 3 blanchissages, un taux d'arrêts à 92,2 % et une moyenne de 2,20 buts encaissés par match.

### Carrière internationale
Il fait partie des trois gardiens sélectionnés par l'équipe du Canada pour la Coupe du monde de hockey 2016 avec Carey Price et Corey Crawford, mais ne joue aucune partie lors du tournoi.

## Statistiques

### En club
| Saison     | Équipe                          | Ligue      |     | Saison régulière | Saison régulière | Saison régulière | Saison régulière | Saison régulière | Saison régulière | Saison régulière | Saison régulière | Saison régulière | Saison régulière |    | Séries éliminatoires | Séries éliminatoires | Séries éliminatoires | Séries éliminatoires | Séries éliminatoires | Séries éliminatoires | Séries éliminatoires | Séries éliminatoires | Séries éliminatoires |
| Saison     | Équipe                          | Ligue      | PJ  | V                | D                | Pr/N             | Min              | BC               | Moy              | % Arr            | Bl               | Pun              | PJ               | V  | D                    | Min                  | BC                   | Moy                  | % Arr                | Bl                   | Pun                  |                      |                      |
| 2005-2006  | Blades de Saskatoon             | LHOu       | 1   | 0                | 1                | 0                | 59               | 4                | 4,07             | 92               | 0                | 0                | -                | -  | -                    | -                    | -                    | -                    | -                    | -                    | -                    |                      |                      |
| 2006-2007  | Blades de Saskatoon             | LHOu       | 51  | 17               | 29               | 3                | 2 725            | 146              | 3,21             | 89,5             | 0                | 20               | -                | -  | -                    | -                    | -                    | -                    | -                    | -                    | -                    |                      |                      |
| 2007-2008  | Blades de Saskatoon             | LHOu       | 64  | 25               | 29               | 0                | 3 632            | 172              | 2,84             | 91               | 1                | 15               | -                | -  | -                    | -                    | -                    | -                    | -                    | -                    | -                    |                      |                      |
| 2008-2009  | Blades de Saskatoon             | LHOu       | 61  | 40               | 16               | 4                | 3 571            | 156              | 2,62             | 91               | 6                | 6                | 7                | 3  | 4                    | 414                  | 16                   | 2,32                 | 91,2                 | 0                    | 2                    |                      |                      |
| 2009-2010  | Bears de Hershey                | LAH        | 37  | 25               | 8                | 2                | 2 146            | 83               | 2,32             | 91,7             | 2                | 12               | 3                | 2  | 1                    | 200                  | 12                   | 3,60                 | 85,7                 | 0                    | 4                    |                      |                      |
| 2009-2010  | Stingrays de la Caroline du Sud | ECHL       | 12  | 7                | 2                | 3                | 712              | 35               | 2,95             | 91,1             | 0                | 2                | -                | -  | -                    | -                    | -                    | -                    | -                    | -                    | -                    |                      |                      |
| 2010-2011  | Bears de Hershey                | LAH        | 30  | 17               | 10               | 2                | 1 785            | 68               | 2,29             | 92               | 5                | 12               | 6                | 2  | 4                    | 359                  | 18                   | 3,01                 | 89,3                 | 0                    | 0                    |                      |                      |
| 2010-2011  | Capitals de Washington          | LNH        | 14  | 10               | 2                | 2                | 736              | 22               | 1,79             | 93,4             | 2                | 0                | -                | -  | -                    | -                    | -                    | -                    | -                    | -                    | -                    |                      |                      |
| 2011-2012  | Bears de Hershey                | LAH        | 40  | 20               | 15               | 2                | 2 322            | 101              | 2,61             | 90,6             | 3                | 24               | -                | -  | -                    | -                    | -                    | -                    | -                    | -                    | -                    |                      |                      |
| 2011-2012  | Capitals de Washington          | LNH        | 7   | 4                | 2                | 1                | 361              | 15               | 2,49             | 92,2             | 1                | 0                | 14               | 7  | 7                    | 922                  | 30                   | 1,95                 | 93,5                 | 0                    | 2                    |                      |                      |
| 2012-2013  | Bears de Hershey                | LAH        | 25  | 12               | 12               | 1                | 1458             | 52               | 2,14             | 93,2             | 4                | 0                | -                | -  | -                    | -                    | -                    | -                    | -                    | -                    | -                    |                      |                      |
| 2012-2013  | Capitals de Washington          | LNH        | 36  | 23               | 12               | 1                | 2 089            | 90               | 2,58             | 92               | 4                | 2                | 7                | 3  | 4                    | 433                  | 16                   | 2,22                 | 92,2                 | 1                    | 2                    |                      |                      |
| 2013-2014  | Capitals de Washington          | LNH        | 48  | 23               | 15               | 4                | 2656             | 126              | 2,85             | 91,5             | 4                | 7                | -                | -  | -                    | -                    | -                    | -                    | -                    | -                    | -                    |                      |                      |
| 2014-2015  | Capitals de Washington          | LNH        | 73  | 41               | 20               | 10               | 4 247            | 157              | 2,22             | 92,3             | 9                | 2                | 13               | 6  | 7                    | 806                  | 23                   | 1,71                 | 94,4                 | 1                    | 0                    |                      |                      |
| 2015-2016  | Capitals de Washington          | LNH        | 66  | 48               | 9                | 7                | 3 841            | 141              | 2,2              | 92,2             | 3                | 6                | 12               | 6  | 6                    | 732                  | 21                   | 1,72                 | 94,2                 | 2                    | 0                    |                      |                      |
| 2016-2017  | Capitals de Washington          | LNH        | 63  | 42               | 13               | 6                | 3 680            | 127              | 2,07             | 92,5             | 9                | 0                | 13               | 7  | 6                    | 803                  | 33                   | 2,47                 | 90,9                 | 0                    | 2                    |                      |                      |
| 2017-2018  | Capitals de Washington          | LNH        | 54  | 34               | 16               | 4                | 3 068            | 153              | 2,99             | 90,7             | 0                | 2                | 23               | 16 | 7                    | 1 386                | 50                   | 2,16                 | 92,2                 | 2                    | 2                    |                      |                      |
| 2018-2019  | Capitals de Washington          | LNH        | 59  | 32               | 19               | 5                | 3 407            | 160              | 2,82             | 91,1             | 3                | 2                | 7                | 3  | 3                    | 449                  | 20                   | 2,82                 | 91,4                 | 1                    | 0                    |                      |                      |
| 2019-2020  | Capitals de Washington          | LNH        | 48  | 25               | 14               | 6                | 2 743            | 142              | 3,11             | 89,7             | 0                | 4                | 8                | 2  | 4                    | 483                  | 20                   | 2,49                 | 90,6                 | 0                    | 0                    |                      |                      |
| 2020-2021  | Canucks de Vancouver            | LNH        | 21  | 7                | 11               | 3                | 1 260            | 77               | 3,67             | 88,9             | 0                | 0                | -                | -  | -                    | -                    | -                    | -                    | -                    | -                    | -                    |                      |                      |
| 2021-2022  | Stars de Dallas                 | LNH        | 24  | 10               | 10               | 1                | 1 318            | 61               | 2,78             | 91,3             | 0                | 2                | -                | -  | -                    | -                    | -                    | -                    | -                    | -                    | -                    |                      |                      |
| Totaux LNH | Totaux LNH                      | Totaux LNH | 513 | 299              | 143              | 50               | 29 407           | 1 271            | 2,59             | 91,5             | 35               | 27               | 89               | 48 | 41                   | 5 531                | 193                  | 2,09                 | 92,8                 | 7                    | 8                    |                      |                      |

### En équipe nationale
| Année | Équipe          | Compétition                   |   | PJ | V | D | Pr/N | Min | BC    | Moy  | % Arr | Bl | Pun           |  | Résultat |
| 2007  | Canada - 18 ans | Championnat du monde - 18 ans | 1 |    |   |   |      |     | 13,58 | 83,3 |       |    | Quatrième     |  |          |
| 2016  | Canada          | Coupe du monde                | 0 |    |   |   |      |     |       |      |       |    | Médaille d'or |  |          |

## Trophées et honneurs personnels
- 2008-2009 : nommé dans la première équipe d'étoiles de l'association de l'Est de la LHOu.
- 2009-2010 : champion de la Coupe Calder avec les Bears de Hershey.
- 2010-2011 : participe au Match des étoiles de la LAH.
- 2015-2016 :
  - participe au 61e Match des étoiles de la LNH.
  - remporte le trophée Vézina du meilleur gardien de but de la LNH.
  - nommé dans la première équipe d'étoiles de la LNH.
- 2016-2017 : 
  - remporte le trophée William-M.-Jennings[5].
  - nommé dans la deuxième équipe d'étoiles de la LNH[6].
- 2017-2018 : champion de la Coupe Stanley avec les Capitals de Washington.